# Edward Schillebeeckx

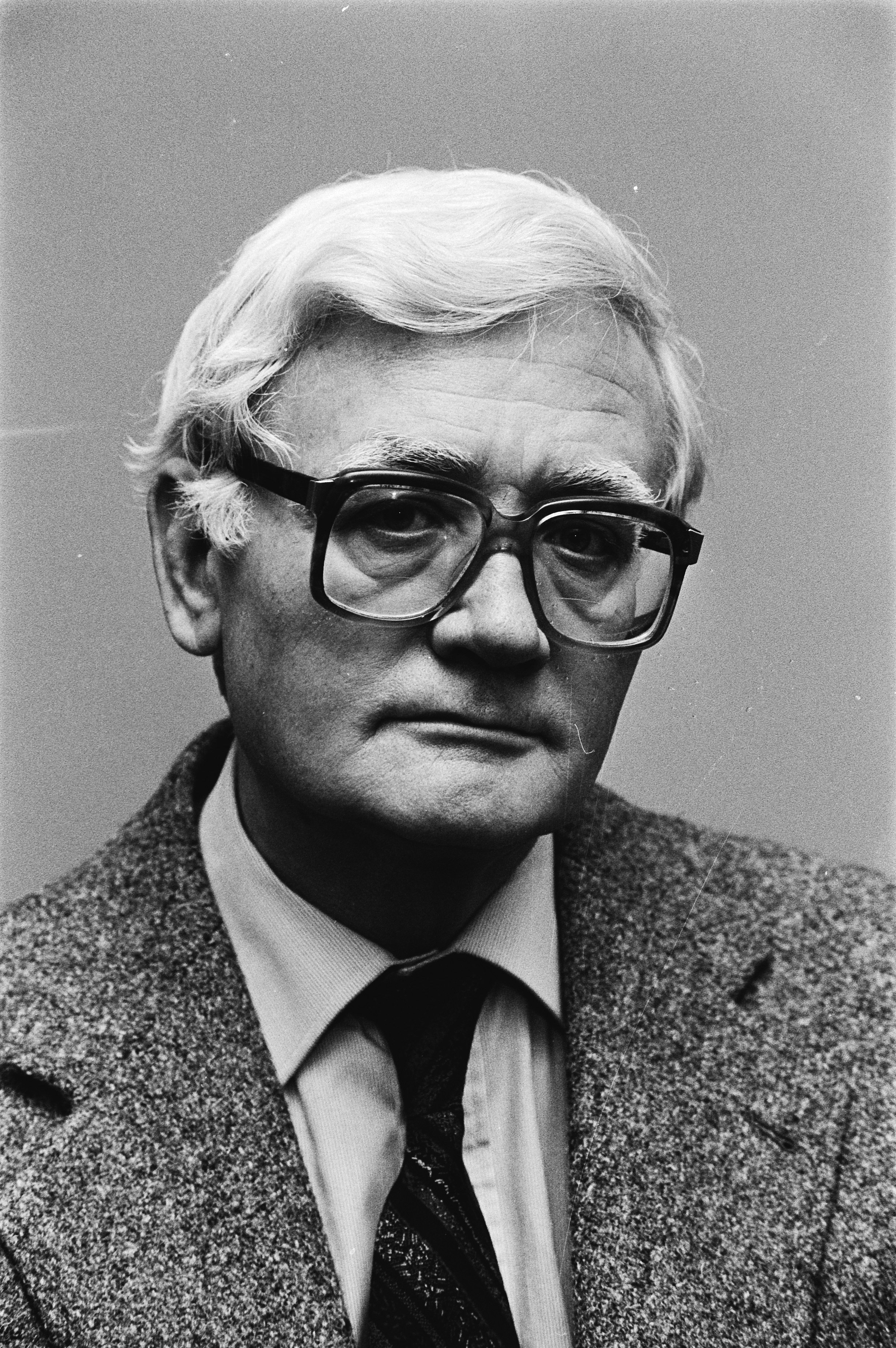
Edward Schillebeeckx (1979)

Edward Cornelis Florentius Alfonsus Schillebeeckx (Antuérpia, 12 de novembro de 1914 — Nimega, 23 de Dezembro de 2009) foi um teólogo católico belga. Foi membro da Ordem Dominicana. Seus livros sobre teologia já foram traduzidos em diversas línguas e suas contribuições ao Segundo Concílio do Vaticano o tornaram conhecido mundialmente. É considerado um dos teólogos mais importantes do século XX.

## Biografia
Sendo o sexto filho de uma família de 14 irmãos, Schillebeeckx estudou num internato dos jesuítas em Turnhout (Bélgica), onde permaneceu até os 19 anos (1934), quando entrou para um noviciado dominicano, até ser ordenado como  padre , em agosto de 1941. Estudou filosofia em Gante (1935-1938) e Teologia na Universidade Católica de Louvain (1939-1943). Ampliou seus estudos em Paris entre 1945 e 1946, no centro de estudos do Saulchoir, na Universidade de Sorbonne e na École des hautes études en sciences sociales.
Em 1947, iniciou a carreira docente na Universidade Católica de Louvain, onde lecionou teologia dogmática participando da renovação teológica pós-guerra e contribuindo principalmente em relação à "teologia da cultura". Renovou o pensamento tomista, buscando uma síntese entre a fenomenologia e o tomismo. Permaneceu nesta universidade até 1957. Sua tese de teologia, intitulada De sacrementele heilseconomie (A economia sacramental da salvação) , publicada parcialmente em 1951, teve importante repercussão na teologia holandesa e para a renovação da teologia dos sacramentos. Foi um dos inspiradores do Catecismo Holandês.
Em 1958, assumiu a cátedra de Teologia Dogmática e Histórica da Universidade de Nimega, na Holanda, onde ficou até sua aposentadoria em 1983 e teve uma atuação marcada pela ruptura com a neo-escolástica, pois não queria restringir o seu ensinamento a um corpo de doutrinas, mas analisar a história para nela descobrir a ação salvífica de Deus. Seu desenvolvimento acadêmico levou-o a lecionar prioritariamente para alunos de pós-graduação e a atividades de pesquisa teológica. Participou ativamente da vida pastoral da igreja holandesa.
Em 1960, foi publicada sua tese de doutorado: "Le Christ, sacrement de la rencontre avec Dieu". Nessa época, tece contato com os também dominicanos: Yves Congar e Marie-Dominique Chenu.
Ganhou projeção internacional e foi convidado para conferências na Europa e Estados Unidos.
Em 1960, ajudou a fundar o Jornal de Teologia, do qual foi editor chefe.
Durante o Concílio Vaticano II, foi conselheiro teológico do Cardeal holandês Bernardus Alfrink e, como perito,  participou ativamente através de várias conferências em Roma, destinadas aos bispos presentes no evento conciliar, como as realizadas na Domus Mariae, a partir da segunda sessão do Vaticano II, com ampla participação dos mesmos episcopado holandês, trabalhando com os principais renovadores da Teologia Católica.
Em 1965, junto com teólogos ditos progressistas como Yves Congar, Karl Rahner, Johann Baptist Metz, Hans Küng criou a  Revista Internacional de Teologia Concilium.
Nessa época, distanciou-se gradualmente do neotomismo dos dominicanos de Louvain e foi um pioneiro na busca por novo paradigma em teologia, um paradigma hermenêutico que fosse adequado à modernidade e à pós-modernidade. Esta fase de seu pensamento desdobra-se no interesse pela secularização e pela relação Igreja-Mundo. Defendeu a pertinência da mensagem evangélica no contexto do hipersecularismo e da morte de Deus e, para isso, buscou reinterpretar o sentido da Revelação em função de um novo momento da história do pensamento, tornando-se, assim, o autor de uma teologia no rastro de uma correlação crítica recíproca entre a experiência fundamental da primeira comunidade cristã e a experiência histórica dos homens de seu tempo. É conhecido pela afirmação: "Fora do mundo não há salvação", em contraste com o aforismo: "Fora da Igreja não há salvação".
Visitou duas vezes os Estados Unidos, entre 1966 e 1967. Ali conheceu teólogos como A. Dulles, H. Cox, Mc Kenzie, C. Smith e diversas universidades e estudantes. Naquele país confrontou-se com o secularismo radical. Estas experiências o marcaram, gerando uma nova fase de seu pensamento, que passa a desenvolver-se em torno do interesse hermenêutico-crítico.
Em 1982, afastou-se da cátedra, permanecendo ativo em suas pesquisas e atuante na igreja holandesa. A partir de 1972 até 1984, sua obra foi marcada pelo interesse cristológico. Suas obras mais conhecidas são Jesus, a história de um vivente  (1974) e Cristo e os Cristãos (1977).
É considerado um dos maiores teólogos do século XX pela amplidão e abrangência de sua obra, pela sua influência e sobretudo por inovar no modo de fazer teologia dogmática, ao incorporar os resultados dos avanços na pesquisa bíblica dos últimos séculos.

## Obra
Edward Schillebeeckx foi um pioneiro na busca de uma teologia que fosse adequada à modernidade e à pós-modernidade. Até os últimos anos da sua vida buscou superar a grave crise que a Igreja holandesa atravessou na sua busca de renovação doutrinal e litúrgica após o Concílio Vaticano II.
A obra de Schillebeeckx pode ser dividida em dois momentos. No primeiro período, entre os anos de 1946-1967, já se evidenciam traços de um tomismo aberto. Esse período é marcado por dois livros de grande sucesso editorial: "A economia sacramental da salvação" (1951) e "Cristo, sacramento do encontro com Deus (1958)". O segundo período, posterior ao Concílio Vaticano II, é o mais original e criativo de sua reflexão, no qual a problemática hermenêutica ganha visibilidade. Nesse período, o teólogo belga dispõe-se a enfrentar o singular problema da interpretação dos textos da revelação, buscando captar sua inteligibilidade e atualização. Ele sustenta que não há como alcançar a palavra de Deus senão na esfera de uma resposta interpretativa, cujo testemunho brilha no Antigo e no Novo Testamento. Segundo Schillebeeckx, o cristianismo não é "em primeiro lugar uma mensagem na qual se deve crer, mas uma experiência de fé que se torna uma mensagem". A atenção de Schillebeeckx volta-se, assim, para o "círculo hermenêutico" de perguntas e respostas que possibilitam a compreensão do que se busca. O acesso à verdade antiga se dá no trabalho incessante de sua reformulação e reinterpretação, tendo em vista o presente. O livro "Fé e Interpretação" (1971), publicado com a colaboração de Piet Schoonemberg, é expressão desse segundo período.
O passo decisivo do autor ocorreu por meio da trilogia, composta por: "Jesus, a história de um vivente" (1974); "O Cristo, a história de uma nova práxis" (1977); "Humanidade, a história de Deus" (1989), que soma 2.142 páginas . No terceiro livro, Schillebeeckx busca concentrar-se no "cerne do evangelho e da religião cristã", e mostrar, de forma singular, que os seres humanos "são a história de Deus em nosso meio". Portanto, a salvação não pode acontecer fora da história humana. Ele também manifesta um olhar positivo sobre o pluralismo religioso, entendido agora como um pluralismo de princípio, que jamais desaparecerá.
Ele sustentava que a mensagem cristã é sempre objeto de uma interpretação, em estreita relação com a experiência histórica dos homens. Portanto, afirmava que: "o cristianismo é menos uma mensagem em que se deve crer do que uma experiência de fé que se anuncia". Sustentava que não bastava renovar a linguagem da fé para adaptá-la à sensibilidade contemporânea, pois é o próprio sentido da Revelação que deve ser condicionado pelo espírito humano em uma dada época histórica.
Considerava-se um fiel à fé que busca a inteligência, assim como Tomás de Aquino, um ilustre dominicano. Por isso, procurou manifestar a pertinência da mensagem evangélica no contexto do "hipersecularismo" e da "morte de Deus". Portanto, parecia-lhe urgente reinterpretar o sentido da Revelação em função de um novo momento da história do pensamento, por isso, sua concepção teológica se deu no rastro de uma correlação crítica recíproca entre a experiência fundamental da primeira comunidade cristã e a experiência histórica dos homens do nosso tempo.
Nesse contexto, sustenta que a exegese moderna deveria discernir os elementos fundamentais da experiência cristã fundamental das primeiras comunidades cristãs, e, ao mesmo tempo, buscar um melhor diagnóstico da experiência histórica do homem da modernidade, e para isso, deveria levar em consideração as mais atualizadas contribuições nos campos da fenomenologia, das ciências da linguagem, da psicologia, da sociologia e da teoria crítica da sociedade.
Assim, ao término de uma vastíssima pesquisa histórica sobre Jesus de Nazaré, Schillebeeckx é o autor de uma cristologia narrativa pré-dogmática. Ele pensava, com efeito, que a soteriologia deveria preceder a cristologia. Ele não negava os grandes dogmas da tradição eclesial sobre o Cristo Senhor, mas pensa que eles devem ser reinterpretados à luz dos dados incontestáveis sobre o Jesus histórico.
Embora afirme que a Igreja é realmente o sacramento da salvação, tem a preocupação de mostrar que toda a história humana: a das culturas e a dos movimentos de libertação e também a das religiões, pode ser sacramento de salvação, pois sustenta que além do eclesiocentrismo da teologia da Contra-Reforma, sintetizado pelo slogan "fora da Igreja não há salvação", é preciso, ao contrário, dizer "fora do mundo não há salvação".
Schillebeeckx demonstra como o Concílio Vaticano II tomou distância da identificação entre a Igreja Católica Romana e a Igreja como corpo místico de Cristo e tira disso um ponto de partida para o diálogo ecumenismo e a teologia das religiões. Nesse sentido, ele inspira diretamente os trabalhos do colega jesuíta Jacques Dupuis que busca elaborar uma teologia das religiões entendida como teologia do pluralismo religioso.
Desse modo, é o representante de uma teologia da salvação em ruptura com o catolicismo intransigente, que dominou o pensamento teológico até às vésperas do Concílio Vaticano II, pois se referia à teologia dos Padres Gregos, a das sementes do Verbo. Em conclusão, a sua teologia da salvação é inseparável de uma teologia da criação, segundo a qual a história é uma teofania de Deus, toda vez que ela se move rumo à plenitude do homem autêntico. Como outros teólogos no irrequieto ambiente da revista Concilium, Schillebeeckx conheceu às vezes vivas tensões com o magistério romano.
Enfrentou três processos junto à Congregação para a Doutrina da Fé. O primeiro, em 1969, girou em torno de questões relacionadas à secularização. O segundo, iniciado em 1976, centrou-se em sua cristologia, em particular sobre o seu livro "Jesus, a história de um vivente" (1974). O terceiro, em 1984, relacionou-se às suas posições em torno da questão dos ministérios na Igreja, divulgadas em seu livro sobre o ministério eclesial: "Serviço de Presidência na Comunidade de Jesus Cristo" (1980) a propósito da lei do celibato eclesiástico e, de modo mais grave, do seu posicionamento sobre o ministério ordenado e a presidência da eucaristia nas assembleias sem padre. A sua própria cristologia também suscitou inúmeras interrogações, mas ele soube responder com precisão às perguntas da Congregação para a Doutrina da Fé e, diferentemente de outros investigados, nunca foi condenado.
Diante dos temíveis desafios da Igreja do século XXI, o teólogo dominicano não teve outra paixão durante toda a sua longa vida que responder à pergunta que ele formulava assim: "De que modo anunciar o Reino de Deus como salvação para o homem na nossa situação atual?". E, concluindo um dos seus últimos artigos, em 2005, na revista Angelicum, escrevia: "Na convicção forte do fato de que o Deus vivo é um Deus dos homens, um `Deus humanissimus`, eu continuo sendo um crente otimista!".
Dentre as principais obras pode-se citar: "Jesus. An Experiment in Christology" (1961), "Christ. The Experience of Jesus as Lord" (1990), "The human story of God" (1990) e "Je suis un théologien heureux" (1995).
Na última fase de sua vida, foram publicados dois importantes livros de entrevista: "Sou um teólogo feliz: colóquios com Francesco Strazzari" (1993) e com o mesmo entrevistador, "Busco o teu rosto: conversações sobre Deus" (2005). Nessas duas obras, Schillebeeckx tem oportunidade de abordar os pontos fundamentais de sua pesquisa teológica, envolvendo as questões relacionadas à cristologia, criação, escatologia, ética e os ministérios na igreja. Mas um tema em particular, move sua atenção nessa etapa derradeira: o seu fascínio diante de um Deus demasiadamente humano. Assinala que Deus “é uma entidade viva, que liberta os homens. Não é um Deus que os esmaga ou que deles se utiliza como marionetes. Às vezes este Deus aparece distante, silencioso, incompreensível, escondido. Mas Deus está próximo, mesmo quando se cala. O silêncio fascinante de Deus [...] chama continuamente o homem à gratuidade, à doação de si aos outros”.
Junto com a ideia de um Deus humano, que ama e se preocupa com a história dos seres humanos, aparece também a ideia de uma igreja mais humana, que foi, aliás, tema de outro livro do autor: "Para uma igreja de rosto humano" (1985). Para o teólogo belga, as religiões e igrejas exercem esse importante papel de anamnese, ou seja, de facultar a "lembrança viva" em nosso meio da vontade salvífica universal de Deus. Não há futuro promissor para a igreja, assinala o autor, senão na medida em que ela seja capaz de renunciar ao sobrenaturalismo e ao ensimesmamento, para dedicar-se aos outros, à "humanidade que vive no mundo". Como mostrou com acerto Paulo VI na Evangelii nuntiandi, a igreja deve começar por "se evangelizar a si mesma". Enquanto comunidade de amor fraterno "ela tem necessidade de ouvir sem cessar aquilo que ela deve acreditar, as razões de sua esperança e o mandamento novo do amor" (EN 15). Em linha de sintonia com essa reflexão, Schillebeeckx acrescenta que "a igreja deve continuamente purificar-se e tornar-se uma comunidade nova, que mostre aos homens o rosto transcendente e humano, gratuito e surpreendente de Deus".

## Processos na Congregação para a Doutrina da Fé
Em 1968, sua obra foi alvo de um processo da Congregação para a Doutrina da Fé, por sua visão positiva da secularização. Em 1979, seu livro Jesus. A história de um vivente (São Paulo: Paulus, 2008) foi investigado. Em 1981, sofreu novo processo por seus escritos. Nenhum dos processos resultou em condenação.

## Obras
- "A economia sacramental da salvação" (1951);
- "Cristo, sacramento do encontro com Deus" (1958);[4]
- "Jesus, a história de um vivente" (1974);[5]
- "O Cristo, a história de uma nova práxis" (1977);
- "Ministério eclesial: serviço de presidência na comunidade de Jesus Cristo" (1980);
- "Para uma igreja de rosto humano" (1985);
- "Humanidade, a história de Deus" (1989);[6]
- "Sou um teólogo feliz: colóquios com Francesco Strazzari" (1993);
- "Busco o teu rosto: conversações sobre Deus" (2005).[2]